# Барвинский, Борис Фёдорович
Борис Фёдорович Барвинский (укр. Борис Федорович Барвінський; 23 октября 1888, Грищинцы, Киевская губерния, Российская империя — 4 января 1980, США) — российский и украинский военный деятель, штабс-капитан Русской императорской армии и генерал-хорунжий Армии УНР.

## Биография
Родился в семье священника. Окончил духовную семинарию, 1-ю Киевскую школу прапорщиков (1915 год) и школу ротных командиров Западного фронта (Вилейка). Служил в 225-м Ливенском пехотном полку, во время Первой мировой войны был контужен. В мае 1917 года перешёл в украинскую армию, в 1-й казачий полк имени гетмана Богдана Хмельницкого, где командовал 12-й сотней. С июня 1917 года штабс-капитан. 4 января 1918 года возглавил Рабочий полк Вольного казачества в Киеве, который отражал атаку красноармейцев М. А. Муравьёва на Киев.
С марта 1918 года Барвинский был военным комендантом Днепровского уезда Таврической губернии, со второй половины ноября 1918 года помощник губернского коменданта Киевщины. С июля 1919 года — помощник командира 3-го рекрутского пешего сечевого полка Действующей Армии УНР. С ноября 1919 года по состоянию здоровья переехал в село Вчерайше. С 5 июня 1920 — помощник Н.Е.Чеботарёва, начальника охраны Главного атамана УНР Симона Петлюры.
После разгрома Армии УНР Барвинский со штабом охраны Петлюры был интернирован в местечке Александрув-Куявский (Польша), с конца 1926 по январь 1928 года руководил секцией разведки и контрразведки генерального штаба Армии УНР и поддерживал связь с антисоветскими движениями в УССР. С 1928 года — офицер польской армии, подполковник 15-го пехотного полка в Демблине (1935 год). В сентябре 1939 года попал в немецкий плен, по ходатайству правительства УНР в изгнании освобождён немцами.
3 августа 1943 Борис Барвинский назначен командиром 30-го ваффен-гренадерского полка СС в 14-й ваффен-гренадерской дивизии СС «Галичина» в звании сотника (гауптштурмфюрера СС). С батальоном участвовал в битве за Броды. С апреля 1945 года — командир 2-го полка 2-й дивизии УНА, лояльной вермахту.
После войны Барвинский оказался в лагере военнопленных в Белларии, где был заместителем коменданта лагеря М. Н. Крата. Позднее переведён в 12-й интернациональный лагерь, в июне 1947 года переведён в Великобританию, в 1948 году освобождён. С 1950 года — в эмиграции в США, состоял в Союзе бывших военнослужащих Армии УНР. Похоронен на православном кладбище в местечке Саут-Баунд-Брук (Нью-Джерси).